# Roca metamórfica

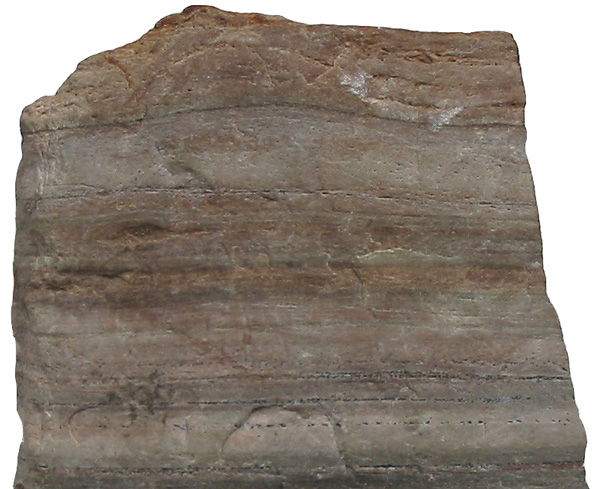
Cuarcita, una forma de roca metamórfica, de la colección del museo de la Universidad de Tartu.

Las rocas metamórficas (del griego meta, cambio, y morphe, forma, “cambio de forma”) son rocas formadas por la modificación de otras preexistentes en el interior de la Tierra  mediante un proceso llamado metamorfismo. A través de calor y/o  presión, en fluidos químicamente activos se produce la transformación de rocas  que sufren ajustes estructurales y mineralógicos. Los agentes del metamorfismo hacen posible que rocas ígneas, rocas sedimentarias u otras rocas metamórficas, cuando quedan sometidas a presiones que van de menos de 1000 a hasta 16 000 bar, a temperaturas que van de los 200 a los 1000 °C, y/o a un fluido activo, provoquen cambios en la composición de las mismas, aportando nuevas sustancias a estas. La roca que se genera  dependerá de la composición y textura de la roca original, del tiempo que esta estuvo sometida a los efectos del llamado proceso metamórfico, así como de los agentes del mismo  metamorfismo. Al precursor de una roca metamórfica se le llama protolito.
Los procesos metamórficos producen muchos cambios en las rocas, entre ellos, un aumento de la densidad, crecimiento de cristales más grandes, reorientación de los granos minerales en texturas laminares o bandeadas y  la transformación de los minerales de baja temperatura en minerales de alta temperatura. Debido a esto, hay muchos modos de clasificar convenientemente las rocas metamórficas: Por ejemplo, se pueden agrupar en amplios tipos litológicos; otros criterios están basados en la textura (donde intervienen las condiciones de presión y temperatura) y la mineralogía, clases químicas, grado de metamorfismo o en el concepto de facies metamórficas. Un método sencillo y práctico consiste en tomar en cuenta el tipo de metamorfismo que originó a las rocas y dividirlas en dos grupos principales según su textura, esto es en foliada y no foliada.
- Textura foliada: La foliación es la alineación mineral resultante que proporciona a la roca una textura en láminas o bandas. Esta textura se produce bajo condiciones extremas, la presión provoca que los granos minerales de una roca no solo se realinean, sino que también recristalicen, lo que fomenta el crecimiento de cristales más grandes, por lo que muchas rocas de este tipo tienen cristales visibles en bandas, otros  cristales de minerales como las micas, recristalizan con una orientación preferente que esencialmente  es perpendicular a la dirección de las fuerzas compresoras, lo que da lugar a láminas.[2] Algunos ejemplos son la  pizarra (al romperse se obtienen láminas), el esquisto (se rompe con facilidad) y el gneis (formado por minerales claros y oscuros).
- Textura no foliada: Están compuestas de un solo mineral, cuyos cristales se caracterizan por tener una forma equidimensional, aunque suelen tener foliación, no es apreciable a simple vista.[2] Algunas de ellas son las corneanas, el mármol (aspecto cristalino que se forma por metamorfismo de calizas y dolomías), la cuarcita (es blanca pero puede cambiar por las impurezas), la serpentinita (que al transformarse origina el asbesto).

## Origen
Las rocas metamórficas forman una de las tres grandes divisiones de tipos de rocas. Se distinguen de las rocas ígneas, que se forman a partir del magma fundido, y las rocas sedimentarias, que se forman a partir de los sedimentos erosionados de la roca existente o precipitados químicamente de los cuerpos de agua.
Las rocas metamórficas se forman cuando la roca existente se transforma física o químicamente a temperatura elevada, sin llegar a derretirse en gran medida. La importancia del calentamiento en la formación de rocas metamórficas fue observada por primera vez por el naturalista escocés pionero, James Hutton, quien a menudo se describe como el padre de la geología moderna. Hutton escribió en 1795 que algunos lechos rocosos de las Tierras Altas de Escocia habían sido originalmente rocas sedimentarias pero que se habían transformado por el gran calor.
Hutton también especuló que la presión era importante en el metamorfismo. Esta hipótesis fue probada por su amigo, James Hall, quien selló tiza en un recipiente a presión improvisado construido con un cañón y lo calentó en un horno de fundición de hierro. Hall descubrió que esto producía un material muy parecido al mármol, en lugar de la habitual cal viva producida por el calentamiento de la tiza al aire libre. Posteriormente, los geólogos franceses agregaron metasomatismo, la circulación de fluidos a través de rocas enterradas, a la lista de procesos que ayudan a provocar el metamorfismo. Sin embargo, el metamorfismo puede tener lugar sin metasomatismo ("metamorfismo isoquímico") o a profundidades de unos pocos cientos de metros donde las presiones son relativamente bajas (por ejemplo, en el "metamorfismo de contacto").
Los procesos metamórficos cambian la textura o composición mineral de la roca metamorfoseada.

### Cambios mineralógicos

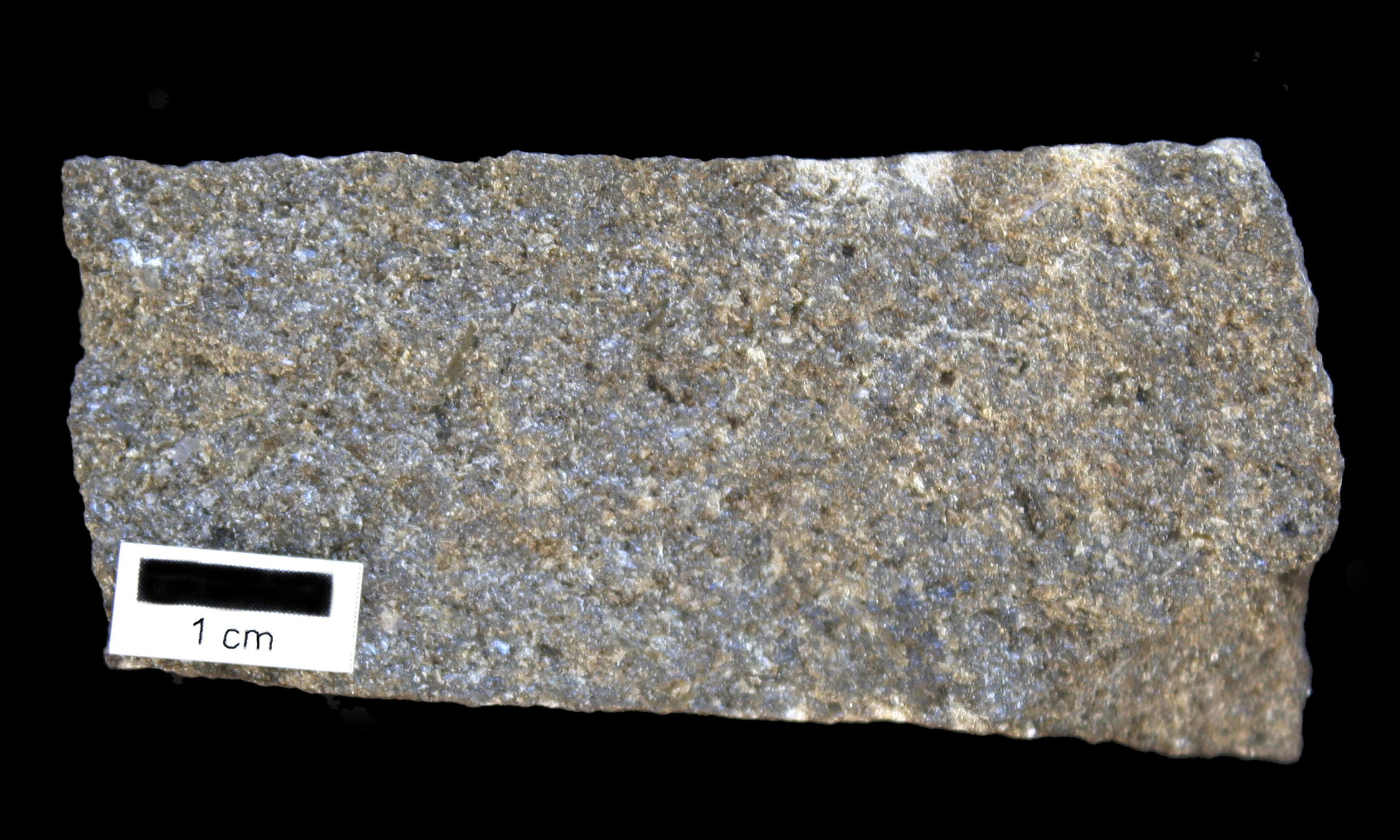
Muestra de mano de basalto que muestra una textura de grano fino.

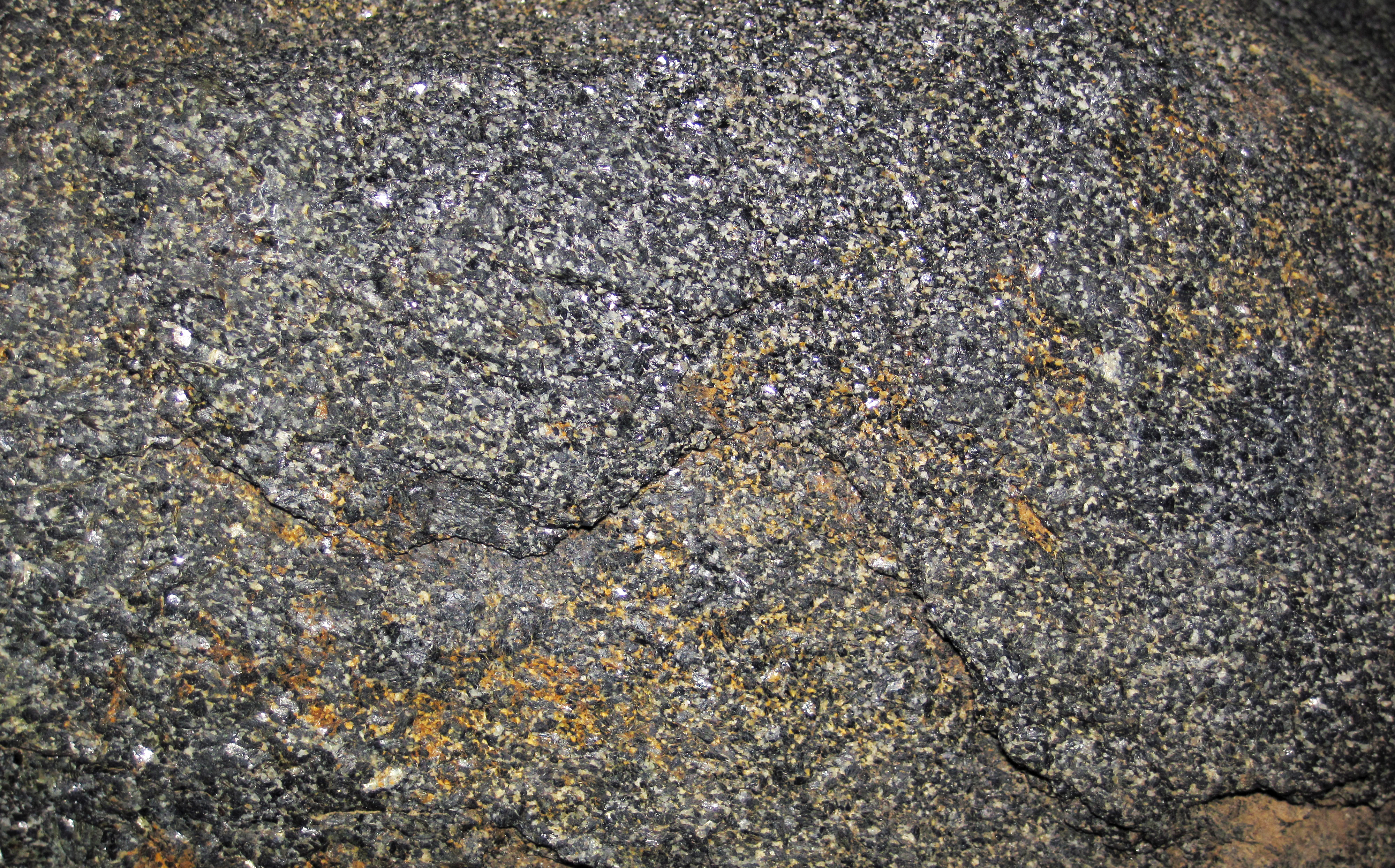
Anfibolita formada por metamorfismo de basalto.

El metasomatismo puede cambiar la composición a granel de una roca. Los fluidos calientes que circulan a través del espacio poroso de la roca pueden disolver los minerales existentes y precipitar nuevos minerales. Las sustancias disueltas son transportadas fuera de la roca por los fluidos, mientras que los fluidos frescos traen nuevas sustancias. Obviamente, esto puede cambiar la composición mineral de la roca.
Sin embargo, los cambios en la composición mineral pueden tener lugar incluso cuando la composición general de la roca no cambia. Esto es posible porque todos los minerales son estables solo dentro de ciertos límites de temperatura, presión y ambiente químico. Por ejemplo, a presión atmosférica, el mineral cianita se transforma en andalucita a una temperatura de aproximadamente 190 grados Celsius (374 °F). La andalucita, a su vez, se transforma en sillimanita cuando la temperatura alcanza unos 800 grados Celsius (1472,0 °F). Los tres tienen la misma composición, Al
2SiO
5. Del mismo modo, la forsterita es estable en un amplio rango de presión y temperatura en el mármol, pero se convierte en piroxeno a presión y temperatura elevadas en rocas más ricas en silicatos que contienen plagioclasa, con el que reacciona químicamente la forsterita.
Muchas reacciones complejas a alta temperatura pueden tener lugar entre minerales sin que se fundan, y cada conjunto de minerales producido nos proporciona una pista sobre las temperaturas y presiones en el momento del metamorfismo. Estas reacciones son posibles debido a la rápida difusión de los átomos a temperatura elevada. El fluido de los poros entre los granos minerales puede ser un medio importante a través del cual se intercambian los átomos.

### Cambios texturales
El cambio en el tamaño de partícula de la roca durante el proceso de metamorfismo se llama recristalización. Por ejemplo, los pequeños cristales de calcita en la roca sedimentaria de piedra caliza y tiza se transforman en cristales más grandes en la roca metamórfica de mármol. En la arenisca metamorfoseada, la recristalización de los granos de arena de cuarzo originales da como resultado una cuarcita muy compacta, también conocida como metacuarcita, en la que los cristales de cuarzo, a menudo más grandes, están entrelazados. Tanto las altas temperaturas como las presiones contribuyen a la recristalización. Las altas temperaturas permiten que los átomos y los iones en los cristales sólidos migren, reorganizando así los cristales, mientras que las altas presiones provocan la solución de los cristales dentro de la roca en su punto de contacto.

## Tipos de metamorfismo

Diagrama de presión-temperatura del metamorfismo.

Los principales tipos de metamorfismo son:
- Metamorfismo de contacto: El metamorfismo de contacto es el resultado de un aumento de temperatura en las rocas encajantes situadas en el contacto inmediato con intrusiones ígneas o por debajo de coladas de lava de espesor suficiente. Se caracteriza por la cristalización desordenada de nuevos minerales metamórficos, puesto que las deformaciones son demasiado débiles para producir alineaciones bien marcadas de los minerales; las rocas producidas se denominan corneanas.[3] Se da en circunstancias tales como la intrusión de magma en rocas ya existentes, como  plutones, diques o diques concordantes. El mármol es un ejemplo de roca que se forma mediante estos procesos.
- Metamorfismo regional: El metamorfismo regional forma grandes regiones metamórficas   características de numerosas cadenas montañosas y de escudos antiguos. Típicamente, el metamorfismo regional implica un aumento de temperatura y de profundidad, que produce presiones elevadas controladas por la profundidad alcanzada en la corteza o en el manto y, además, una deformación que resulta registrada en las estructuras (y/o texturas) tectónicas. El metamorfismo de subducción  es  una forma del metamorfismo regional que se produce a temperaturas bajas (es decir, inferiores a 250 °C) en ausencia de deformación apreciable.[3] Un ejemplo de roca que se forma mediante este tipo de proceso es la pizarra.
- El metamorfismo de impacto: Es caracterizado por condiciones de temperatura y presión muy altas y es producido por el impacto de meteoritos. En la superficie esto se puede observar alrededor de los cráteres de impacto. En la superficie lunar el metamorfismo de impacto es un fenómeno muy común que produce estructuras de deformación típicas como fracturas cónicas en las rocas. Al ser debido al efecto de un choque de alta energía, puede producir, en la superficie terrestre, minerales densos que, normalmente, solo se forman en las condiciones de presión del manto terrestre.[3]
- El metamorfismo dinámico: Este tipo de metamorfismo es una respuesta a esfuerzos intensos y se localiza, particularmente, en las zonas de cizalla, principalmente en las zonas orogénicas y en los bordes de placas tectónicas.[3]
- El metamorfismo hidrotermal: implica reacciones químicas provocadas por la circulación de fluidos; está acompañado, con frecuencia, por un cambio de composición química de la roca (sustitución o metasomatismo). Entre los metamorfismos hidrotermales, el metamorfismo de fondo oceánico representa la extensión más amplia y está localizado próximo a dorsales oceánicas en expansión. Por el contrario, la mayoría del metamorfismo implica pocos cambios químicos, excepto la pérdida de componentes volátiles y se denomina, por tanto, metamorfismo isoquímico.[3]

## Minerales metamórficos
En el proceso metamórfico, durante la mayor parte de la recristalización, no cambia la composición química de la roca, (excepto por la pérdida de agua y dióxido de carbono), antes bien, los iones disponibles en el agua se recombinarán para formar minerales que sean estables en el nuevo ambiente. En algunos ambientes, sin embargo, se introducen nuevos materiales mediante el proceso metamórfico. Por ejemplo, la roca adyacente a un gran cuerpo magmático adquirirá nuevos elementos procedentes de las soluciones hidrotermales (agua caliente). Muchos depósitos metálicos se forman por la deposición de minerales procedentes de las soluciones hidrotermales.
Este tipo de minerales son los que se forman sometidos a altas temperaturas asociados a procesos de metamorfismo. Entre los minerales que se forman por este proceso metamórfico encontramos la cianita, estaurolita, silimanita, andalucita y también granates.
Otros minerales, tales como olivino, piroxeno, anfíbol, cuarzo, feldespato y mica, pueden ser identificados en rocas metamórficas, pero no son necesariamente resultado del metamorfismo, ya que también se forman durante la cristalización de rocas ígneas. Estos minerales tienen un punto de fusión muy elevado, por tanto, son estables a altas temperaturas y presiones. Durante estos procesos metamórficos, estas rocas pueden ver alterada su composición química. No obstante, todos los minerales son estables a altas temperaturas hasta ciertos límites. La presencia de algún tipo de minerales en las rocas, según su composición, indica la temperatura y presión a la que se formaron.

## Algunas rocas metamórficas
La siguiente lista incluye algunas de las principales rocas metamórficas.
| Roca          | Protolito                    | Minerales principales              | Observaciones                                                      | Imagen |
| ------------- | ---------------------------- | ---------------------------------- | ------------------------------------------------------------------ | ------ |
| Anfibolita    | Rocas intrusivas básicas     | Anfiboles                          |                                                                    |        |
| Corneana      | Caliza, arenisca, pizarra    |                                    | Muy dura, capaz de resistir la erosión glacial                     |        |
| Cuarcita      | Arenisca                     | Cuarzo                             | Se forma por recristalización a altas temperaturas y presión       |        |
| Eclogita      | Basalto, gabro               | Granate, piroxeno                  | Resultado de un metamorfismo intenso del basalto o gabro           |        |
| Espilita      | Basalto                      | Albita, clorita, calcita           | Se forma en las dorsales centro-oceánicas                          |        |
| Esquisto      | Pizarra, filita              | >50 % minerales planos y alargados | Existen muchos tipos de esquisto según los minerales que lo forman |        |
| Esquisto azul | Basalto                      | Glaucofana                         | Su color azul se debe a la presencia de glaucofana                 |        |
| Filita        | Lutita, pizarra              | Moscovita, cuarzo, clorita         | Metamorfismo intermedio entre las pizarra y el esquisto            |        |
| Gneis         | Rocas ígneas o sedimentarias | Cuarzo, feldespato, mica           | Presenta bandas, con capas alternas de minerales claros y oscuros  |        |
| Granulita     | Basalto                      | Piroxeno, plagioclasa, feldespato  | Metamorfismo de altas temperaturas; común en dorsales oceánicas    |        |
| Mármol        | Caliza                       | Calcita                            | Importante roca ornamental; el Taj Mahal está hecho de mármol      |        |
| Migmatita     |                              |                                    | Presenta vetas sinuosas, fruto de su alto grado de metamorfismo    |        |